# Оренбургская духовная семинария
Оренбургская духовная семинария — высшее духовное учебное заведение Оренбургской епархии Русской православной церкви. Осуществляет подготовку, переподготовку и повышение квалификации священнослужителей, церковнослужителей, а также иных работников Русской Православной Церкви и других Поместных Православных Церквей.
Семинария открылась в 1884 году, в 1917–1919 годах занятия велись с перерывами, в 1920 году была закрыта, снова открыта в 2009 году. В её здании на продолжении около 70 лет размещалось лётное училище.

## История
Духовная семинария под названием «Оренбургская» до 1865 года существовала в Уфе. При разделении в 1859 году Оренбургской епархии с кафедрой в Уфе — на Оренбургскую и Уфимскую, семинария в Уфе стала именоваться Уфимской.
В 1859 году в Оренбурге была открыта церковная кафедра, а в 1860 году — духовное училище.
14 мая 1860 года епископ Оренбургский и Уральский Антоний обратился в Синод с прошением об открытии в городе духовной семинарии, но из-за финансовых трудностей отказался от этой идеи.
В 1865 году с просьбой об открытии в Оренбурге духовной семинарии уже оренбургский генерал-губернатор Н. А. Крыжановский написал обер-прокурору Святого синода, но не получил ответа.
В 1869 году, заручившись поддержкой и оренбургского епископа, и в Святом синоде, Н. А. Крыжановский снова написал 
обер-прокурору Синода о создании семинарии на 200 учеников. 16 января 1870 года он получил ответ, в котором обер-прокурор предлагал изыскать средства на содержание семинарии на месте (25 000 рублей в год) и на этих условиях согласился с учреждением семинарии в Оренбурге. Rпископ Оренбургский и Уральский Митрофан смог изыскать постоянный источник только для 17 000 рублей, и переговоры с Синодом продолжились.
С марта 1871 года началась переписка о строительстве с хозяйственным управлением Синода, все оренбургские проекты семинарии Синод отверг, и в 1876 году прислал эскизный проект, разработанный в технико-строительном комитете МВД и утверждённый министром внутренних дел генерал-адъютантом Тимашевым. По ценам Оренбурга смета составила 322 995 рублей 88 копеек, что не устроило Синод, и переговоры продолжились.
После нового обращения Н. А. Крыжановского к обер-прокурору Синода Д. А. Толстому, 26 апреля 1878 года Синод принял решение о строительстве в Оренбурге зданий семинарии на 200 учеников, в том числе общежития для 133 учеников, со сметной стоимостью 328 217 рублей 12 копеек, и финансировании стройки из средств духовно-учебного капитала Синода.
В сентябре 1878 года оренбургская духовная консистория объявила торги на строительство семинарии, информация о которых была опубликована в Оренбурге, Санкт-Петербурге, Москве, Самаре, Астрахани, Уфе, Перми и Тобольске.
На торгах выиграл оренбургский купец Белов, предложивший наименьшую цену, и в конце марта 1879 года между ним и хозяйственным управлением Синода был заключён договор на строительство, по которому Белов обязался за 283 334 рублей 10 копеек построить здания семинарии к 15 октября 1880 года.
Закладка здания состоялась 2 сентября 1879 года.
В мае 1879 года срок завершения строительства был увеличен до 15 октября 1882 года из-за серии сильных пожаров, возникших в Оренбурге с 16 апреля по 5 мая 1879 года, уничтоживших значительную часть города, и необходимости строительства жилья для погорельцев.
За строительством семинарии наблюдал временный строительный комитет, учреждённый для этого духовной консисторией, и состоявший из священников, приглашавших гражданских экспертов. В ходе строительства члены комитета отмечали добросовестность подрядчика.
Строительство было завершено лишь к началу 1883 года, но открытие Синод отложил до 16 августа 1884 года; 26 августа был освящён домовой храм семинарии.
По заверешнии строительства была специально создана комиссия (по приёмке), которая признала работу подрядчика хорошей, и 11 января 1883 года семинария была принята в ведение епархии.
В 1882 году епископ Оренбургский и Уральский Вениамин II начал переписку с Синодом, предложив Синоду назначить ректора семинарии, при этом он не предложил никакой кандидатуры.
26 января 1883 года Синод издал указ о начале занятий в Оренбургской духовной семинарии с середины августа 1883 года, но ректор был назначен только в середине лета. Указ Святого синода от 15 июня — 27 июля 1883 года № 1076 назначил на должность ректора преподавателя уфимской семинарии, кандидата богословия Феодора Дмитровского, одновременно рукоположив его в сан протоиерея. Выполняя этот указ, Уфимский епископ Никанор последовательно рукоположил посвящённого к тому времени в сан иподиакона Ф. Дмитровского в сан диакона, священника и протоиерея ежедневно с 14 по 16 августа 1883 года. Такая спешка была вызвана необходимостью новому ректору начать подготовку к открытию семинарии.
Ф Дмитровский позже писал, что подготовка семинарии к открытию сопровождалась «многими затруднениями, особыми заботами и направлением сил по постройке дома, по приготовлению его к открытию, по приспособлению общей семинарской программы к местным потребностям края». 
Семинарию смогли открыть только в 1884 году, и только первый класс с 41 учеником. 26 августа 1884 года епископ Оренбургский и Уральский Вениамин II освятил семинарию и семинарскую церковь. Ф Дмитровский позже писал, что подготовка семинарии к открытию сопровождалась «многими затруднениями, особыми заботами и направлением сил по постройке дома, по приготовлению его к открытию, по приспособлению общей семинарской программы к местным потребностям края».
П. Столпянский писал: 

Духовная семинария — громадное красивое здание заключает в себе массу жилых и др. помещений светлых, высоких, снабжено всеми приспособлениями по гигиенической части и огорожено каменной с железными решетками оградой, которая заключает в себе площадь более 8400 кв. саж. земли на самом высоком и лучшем в городе месте. Виды из окон здания во все стороны поразительно хороши
В первый год был открыт один класс, в который был принят 41 ученик. Наряду с обычными для семинарий предметами в оренбургской было предложено ввести изучение татарского и арабского языков, обличение раскола и историю магометанства. Указом Священного Синода № 3093 от 17 сентября 1884 года было разрешено преподавать в первом классе семинарии татарский и арабский языки, за счёт отмены французского и немецкого языков. Также в семинарии преподавали пчеловодство. В 1889 году в 5 и 6-м классах было введено преподавание специального курса по изучению раскола: ученики знакомились с историей раскола вообще и историей раскола в Оренбуржье в частности, давались сведения о сектах в Оренбургской епархии: духоборов, молокан, штундистов и баптистов.
С 28 января 1915 года в помещениях Оренбургской духовной семинарии были размещены два эвакуационных госпиталя № 123 для военнопленных: № 123 и № 124, с лета 1916 года госпиталь № 124 ,sk был перепрофилирован для раненых русской армии. Пока здания семинарии были заняты под госпитали, ученики  разместились по съёмным квартирам (деньги на аренду квартир им выплачивали городские власти), а занятия с февраля по апрель 1915 года проводились в здании пансиона мужской гимназии на Николаевской улице.
Летом 1915 года здание пансиона мужской гимназии было занято под офицерские курсы, поэтому семинарские занятия 1915–1916 учебного года проходили в здании Епархиального женского училища.
Весной 1917 года из-за Февральской революции и отречения Николая II вместо экзаменов в семинарии проводились «репетиции по всем предметам».
В сентябре 1917 года семинария начала учебный год с 260 учениками в здании Епархиального женского училища.
В ноябре 1917 года госпиталь № 124 был закрыт, поскольку Первая мировая война для России фактически завершилась, и в зданиях семинарии были расквартированы вторая и четвёртая сотни 4-го запасного казачьего полка Оренбургского казачьего войска. В декабре 1917 года был закрыт и госпиталь № 123, также были расформированы казачьи сотни и затем 4-й запасной казачий полк освободил помещения семинарии перед приходом большевиков в Оренбург 17 января 1918 года.
С декабря 1917 года до февраля 1918 года семинарские занятия не проводились, ученики были отпущены домой, и первое время под властью большевиков здание пустовало. 1 февраля 1918 года семинария начала занятия в собственном здании.
28 мая 1918 года здание семинарии Советской властью было передано в ведение Совета городского хозяйства.
19 июня 1918 года большевики оставили город без боя, и в него вошли белые казачьи части. Семинария получила своё здание обратно.
1918–1919 учебный год начался с переэкзаменовок 26-31 августа. Затем, с ноября 1918 занятия в семинарии были прекращены в связи с нехваткой средств на закупку топлива для отопления зданий. После чего в здании семинарии без ведома духовных властей был расквартирован 20-й Оренбургский Стрелковый полк.
Осенью 1919 года занятия семинарии проводились в здании духовного училища во вторую смену.
20 января 1920 года большевики снова заняли город, после чего здание семинарии было передано Совету городского хозяйства. Семинария была закрыта. В дальнейшем здания семинарии занимали организации созданной в 2020 году Киргизской АССР (позднее названной Казахской республикой), столицей которой стал Оренбург.
1 сентября 1926 года здания бывшей семинарии были переданы военным, с 15 мая 1928 года в комплексе зданий проводилась реконструкция для размещения Школы военного боя, ранее располагавшейся в Серпухове. Школа в дальнейшем была переименована в Военное авиационное училище лётчиков, которое было закрыто в начале 1990-х, затем в здании располагалась выведенная из Прибалтики Военно-транспортная дивизия. Жители Оренбурга и в 2000 году продолжали называть это здание «лётным училищем».
В 2007 году решением Оренбургского городского Совета здание бывшей семинарии было передано Оренбургской епархии для организации в нём новой Оренбургской духовной семинарии.
Семинария была возрождена решением Священного Синода от 27 мая 2009 года. При семинарии действуют[когда?]: Епархиальный отдел по религиозному образованию и катехизации (ЕОРОиК), редакция официального печатного органа Оренбургской и Бузулукской епархии — журнала «Оренбургские епархиальные ведомости» и редакция «Вестника Оренбургской духовной семинарии».
22 декабря 2016 года руководитель Рособрнадзора С. С. Кравцов подписал приказ № 2163 о государственной аккредитации образовательной деятельности религиозной организации — духовной образовательной организации высшего образования «Оренбургская духовная семинария Оренбургской Епархии Русской Православной Церкви». С 2016 года семинария реализует образовательную программу бакалавриата по направлению подготовки 48.03.01 Теология с выдачей диплома о высшем образовании государственного образца. С 2017 года в семинарии реализуется магистерская программа, посвященная межрелигиозному диалогу.
4 июля 2022 года завершилась процедура передачи Оренбургской духовной семинарии её исторического здания, расположенного в городе Оренбурге на улице Челюскинцев, 17.

## Ректоры
- Протоиерей Фёдор Алексеевич Дмитровский (29.07.1883 — 24.07.1911)[4][8]
- Протоиерей Иосиф Кречетович (1911—1915)[4]
- Архимандрит Варлаам (Новгородский) (1915—1919)[4]
- Протоиерей Алексий (Антипов) (27.05.2009 — 26.12.2012)[4][5]
- Митрополит Валентин (Мищук) (26.12. 2012 — 23.10.2014)[4]
- Игумен Никодим (Шушмарченко)[4][9] (23.10.2014 — 28.12.2017)
- Временно исполняющий обязанности ректора с 28.12.2017 до 07.03.2018 — Митрополит Вениамин (Зарицкий)[4][10].
- Временно исполняющий обязанности ректора с 7 марта 2018 до 24 сентября 2021 года — Иерей Пётр Панов[4][11].
- Иерей Пётр Панов (с 24.09.2021)[4][12].

## Комментарии
1. ↑  Этот пожар уничтожил: духовное училище, казенную палату, общественное собрание, мечеть, учительский институт, женскую гимназию и прогимназию, дом городской думы и управы, окружной штаб, гостиный двор, общественный городской банк, Троицкую церковь, Петропавловскую церковь, почти все гостиницы. В общем сгорело 1355 домов[1].